# The Common Linnets
The Common Linnets sono un gruppo musicale, nato come duo, olandese attivo ufficialmente dal 2013.

## Storia del gruppo
Nel 2012 il duo, composto da Ilse DeLange e Waylon, inizia ad esibirsi dal vivo, prendendo parte tra l'altro ad un concerto-evento tenutosi al De Grolsch Veste. Il gruppo si forma ufficialmente nel novembre 2013. La formazione del gruppo è strettamente associata alla partecipazione dello stesso duo all'Eurovision Song Contest 2014, in quanto vengono scelti da una selezione interna come rappresentanti dell'Olanda. Nel maggio 2014 pubblicano anche il loro eponimo album di debutto, mentre il singolo presentato al concorso di Copenaghen Calm After the Storm raggiunge il primo posto nella classifica MegaCharts.
A partire da giugno 2014, Waylon lascia il duo, e subentrano i musicisti JB Meijers, Jake Etheridge e Matthew Crosby.

## Discografia

### Album
- 2014 - The Common Linnets
- 2015 - II

### Singoli
- 2014 - Calm After the Storm
- 2014 - Give Me a Reason
- 2014 - Christmas Around Me
- 2015 - We Don't Make the Wind Blow
- 2015 - Hearts On Fire
- 2016 - In Your Eyes

## Formazione

### Formazione attuale
- Ilse DeLange (2013-presente)
- JB Meijers (2014-presente)
- Jake Etheridge (2014-presente)
- Matthew Crosby (2014-presente)

### Componenti precedenti
- Waylon (2013-2014)
- Rob Crosby (2013-2014)